# Plutonio-238
Il plutonio-238 (238Pu o Pu-238) è un isotopo radioattivo del plutonio che ha un'emivita di 87,7 anni.
Il plutonio-238 è un potente emettitore di raggi alfa; poiché le particelle alfa vengono facilmente bloccate, ciò rende l'isotopo del plutonio-238 adatto per l'uso nei generatori termoelettrici a radioisotopi (RTG) e nelle unità riscaldanti a radioisotopi. La densità del plutonio-238 a temperatura ambiente è di circa 19,8 g/cm³, e ogni grammo di 238Pu genera circa 0,57 watt di potenza termica.
La massa critica della sfera nuda del plutonio-238 metallico non è nota con precisione, ma il suo intervallo calcolato è compreso tra 9,04 e 10,07 chilogrammi.

## Storia
È stato il primo isotopo del plutonio ad essere scoperto. Fu sintetizzato da Glenn Seaborg e colleghi nel 1941 bombardando l'uranio-238 con deutoni, creando nettunio-238, che poi decade per formare 238Pu. Il plutonio-238 decade in uranio-234 e successivamente, lungo la catena di decadimento in piombo-206.

## Produzione
I reattori di plutonio provenienti dal combustibile nucleare esaurito contengono diversi isotopi. Il Pu-238 rappresenta solo l'1 o il 2%, ma potrebbe essere responsabile di gran parte del calore di decadimento a breve termine a causa della sua breve emivita rispetto ad altri isotopi di plutonio.
Il plutonio-238 puro viene preparato mediante irradiazione del nettunio-237, uno degli attinoidi minori, che può essere recuperato durante il riprocessamento del combustibile nucleare esaurito, o mediante irradiazione di americio in un reattore. In entrambi i casi, i composti vengono sottoposti a un trattamento chimico, inclusa la dissoluzione in acido nitrico per estrarre il plutonio-238. Un campione di 100 kg di combustibile per reattori ad acqua leggera (LWR) irradiato per tre anni contiene solo circa 700 grammi di nettunio-237 e il nettunio deve essere estratto selettivamente. Quantità significative di Pu-238 puro possono anche essere prodotte in un ciclo di combustibile al torio.

## Applicazioni
A differenza del plutonio-239, il plutonio-238 non è adatto per le armi nucleari, per via della sua breve emivita e poca stabilità. In passato, negli anni 1960, negli Stati Uniti il plutonio-238 divenne disponibile per usi non militari, e furono proposte e testate numerose applicazioni, compreso il programma di pacemaker, iniziato il 1 giugno 1966. Vennero così prodotti dei pacemaker con plutonio-238 che, a differenza delle batterie dell'epoca, potevano fornire energia per decenni. L'ultima di queste unità fu impiantata in un individuo nel 1988; successivamente i pacemaker vennero prodotti con alimentazione a batterie al litio, che avevano una durata prevista di 10 o più anni senza gli svantaggi legati alle radiazioni e agli ostacoli normativi.
L'applicazione principale del 238Pu è come fonte di calore nei generatori termoelettrici a radioisotopi (RTG) e nelle unità riscaldanti a radioisotopi (RHU), spesso usate nei sistemi delle sonde spaziali, in particolare quelle dirette nel sistema solare esterno, dove i pannelli solari risultano inutilizzabili per la scarsa radiazione solare disponibile. La tecnologia RTG, sviluppata a Los Alamos dagli stessi studi sui pacemaker, è stata ampiamente utilizzata in diverse missioni spaziale della NASA, dalla Pioneer 10 ed 11, alla Voyager 1 e 2, la Galileo, la Cassini-Huygens, la New Horizons e tante altre, così come nei rover su Marte, da ultimo Perserverance.
Dopo la chiusura delle fabbriche di produzione negli Stati Uniti nel 1988, le ultime missioni spaziali alimentate da RTG furono la Cassini-Huygens (progettata negli anni 1980) e la New Horizons. I miglioramenti sull'efficienza dei pannelli solari consentirono alla NASA di lanciare la missione Juno con i soli pannelli solari verso Giove, dove la radiazione solare è 25 volte meno di quella che arriva in orbita terrestre. Tuttavia per missioni più lontane, o per riscaldare lander o rover sulle superfici della Luna e di Marte, i pannelli solari rimangono insufficienti per mantenere i sistemi attivi per periodi di tempo prolungati. Nel 2015 il Dipartimento dell'Energia dell'Oak Ridge National Laboratory, con un finanziamento di 15 milioni da parte della NASA, ha riaperto piccoli siti di produzione di plutonio-238 per uso prettamente aerospaziale. La prima produzione di plutonio-238 degli anni 2010 negli Stati Uniti è stata usata per la missione Mars 2020, altro ne sarà usato ad esempio per la futura missione Dragonfly, che partirà nel 2027 per esplorare Titano, la maggior luna di Saturno.